# Dolbina
Dolbina is een geslacht van vlinders uit de onderfamilie Smerinthinae van de familie pijlstaarten (Sphingidae).

## Soorten
- Dolbina elegans Bang-Haas, 1912
- Dolbina exacta Staudinger, 1892
- Dolbina grisea (Hampson, 1893)
- Dolbina inexacta (Walker, 1856)
- Dolbina krikkeni Roesler & Kuppers, 1975
- Dolbina schnitzleri Cadiou, 1997
- Dolbina tancrei Staudinger, 1887

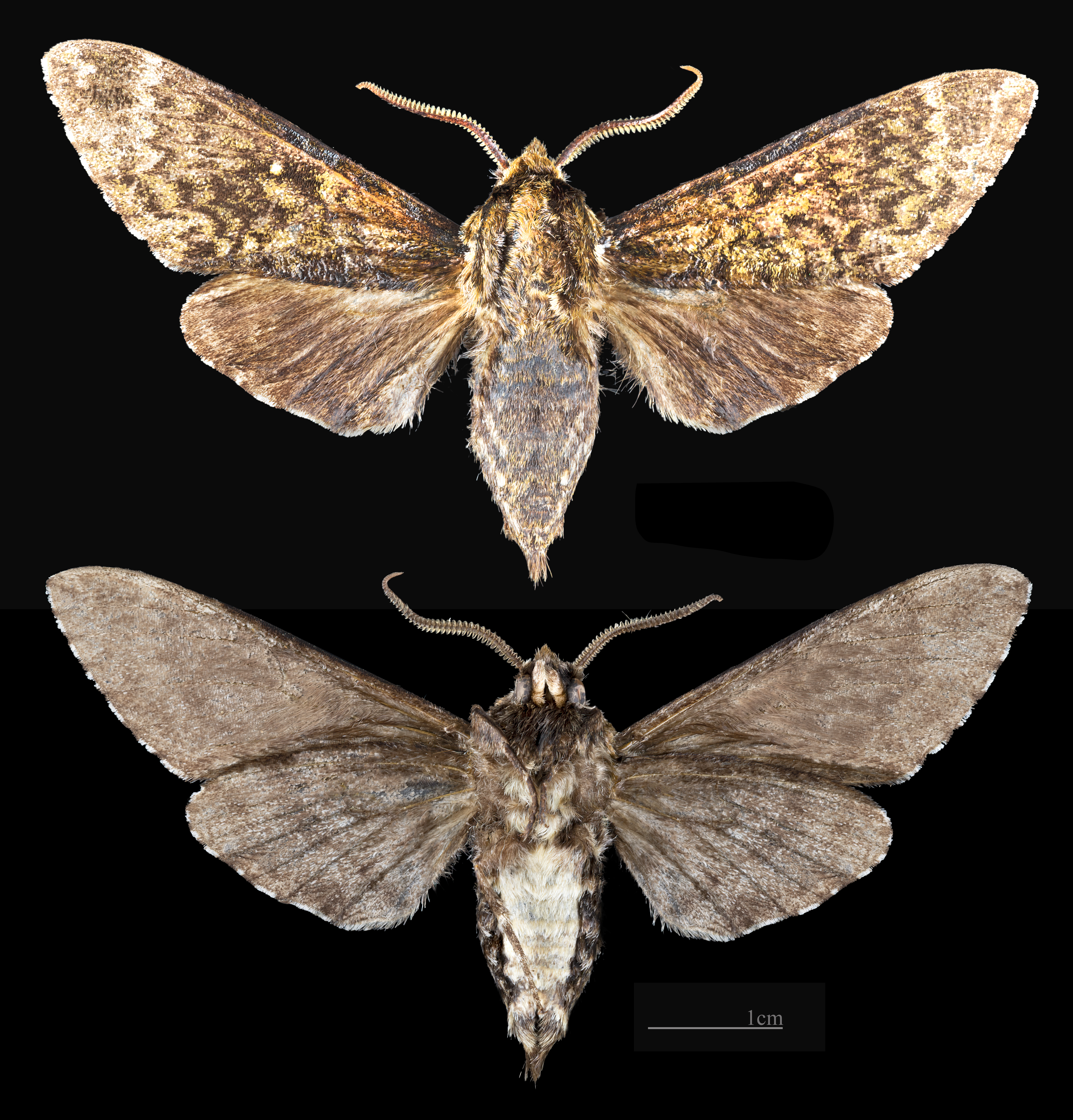
Dolbina exacta
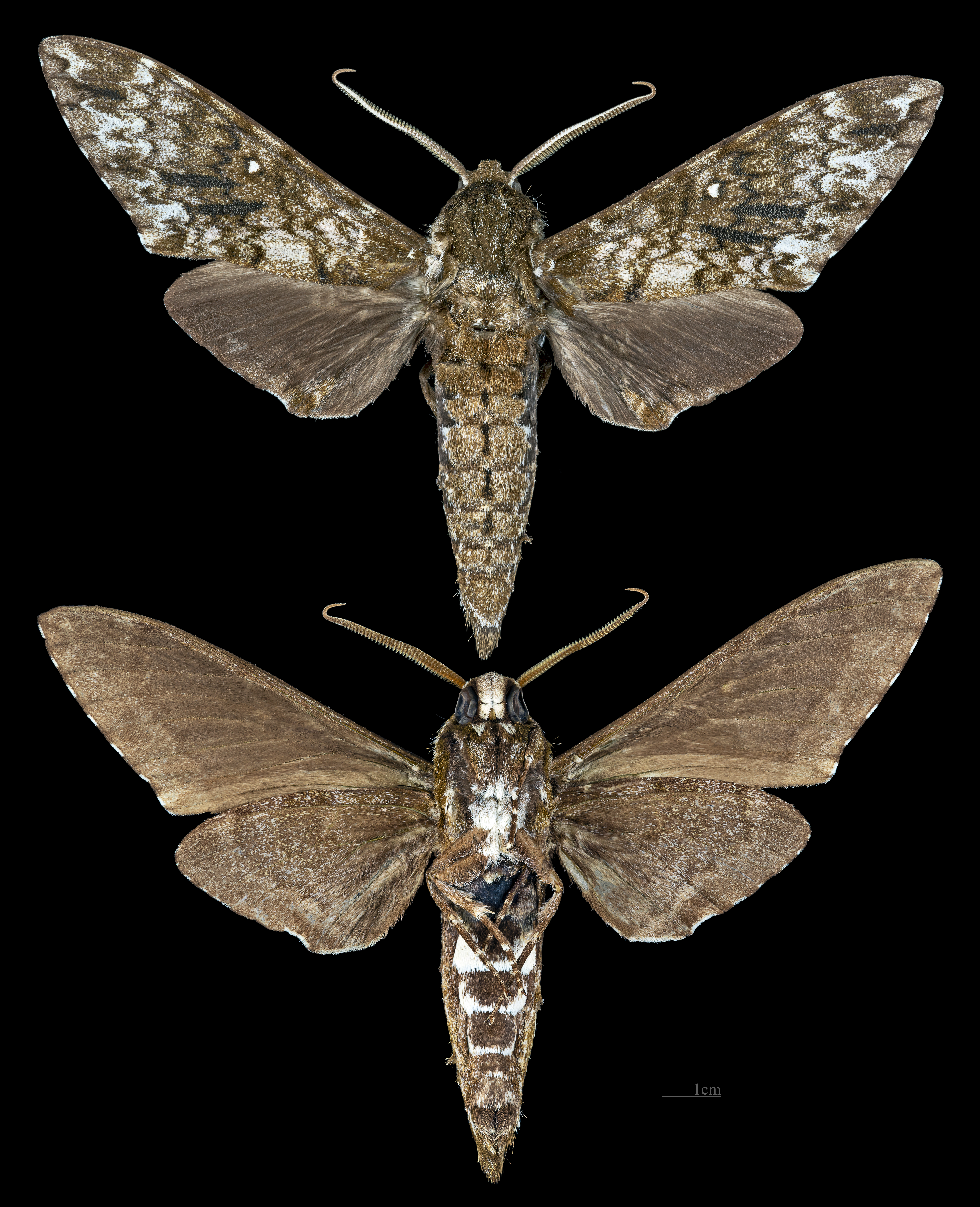
Dolbina inexacta
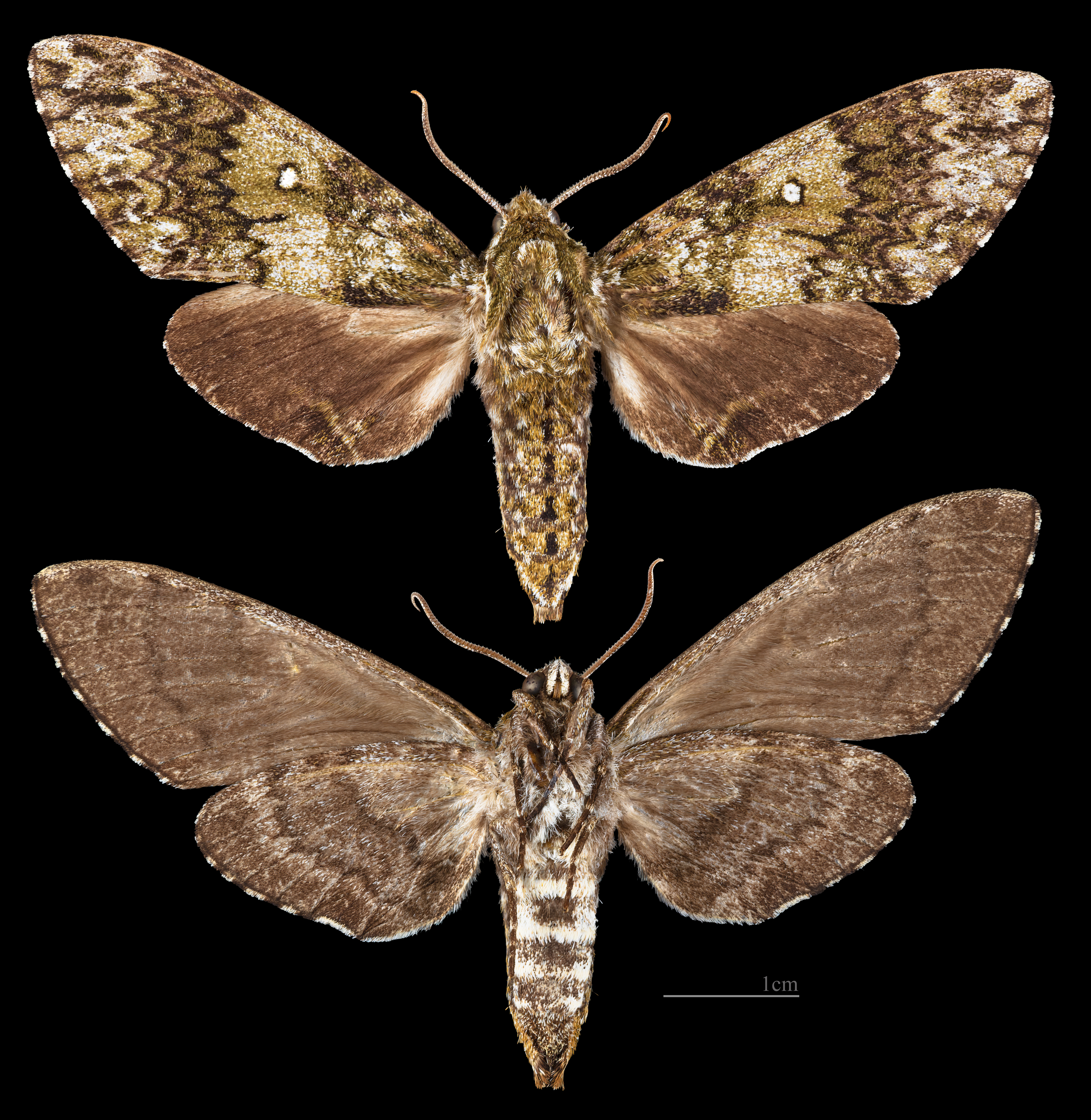
Dolbina tancrei